# Greg Costikyan
Greg Costikyan, även känd som Designer X, är en amerikansk spelkonstruktör och science fiction-författare.
Costikyan har konstruerat flera brädspel (inklusive krigsspel), kortspel, rollspel och datorspel, bland annat rollspelen Toon, Paranoia och Stjärnornas krig. Han har även skrivit science fiction-romaner och artiklar om speldesign. Flera av hans spel har vunnit utmärkelsen Origins Awards.